# نومولیت
نومولیت (nummulite) یا شاه‌دانهٔ عدسی∗ یا سِکه‌سنگ فسیل جانوری تک‌سلولی از ردهٔ روزن‌داران راسته روتالیدا (Rotaliida) است که دارای صدفی مارپیچ و نازک شبیه سکه است. صدف نومولیت از تعداد زیادی خانهٔ کوچک درست شده که جانور همیشه در آخرین خانهٔ آن زندگی می‌کرده‌است.این جانور در دوران سوم زمین‌شناسی بسیار فراوان بوده به طوری که ته‌نشست‌های دریایی دو دورهٔ اول دوران سوم زمین‌شناسی با فسیل این جاندار مشخص می‌شود و این دو دوره را دوران نومولیتیک می‌خوانند.
قطر نومولیت ها به ۶ سانتیمتر می‌رسد و در صخره‌های ترشیاری یافت می‌شوند بویژه در پیرامون دریای مدیترانه.
نام این فسیل از واژه لاتین nummulus به معنی سکه کوچک گرفته شده‌است.این فسیل یعنی نومولیت در ایران در کوه های استان خوزستان بسیار زیاد یافت میشود!سازندهای آهکی آسماری و میشان دارای سنگواره های زیادی از نومولیت ها می باشند. نوموليت فسیل سکه‌مانند بزرگی، شامل تعدادی حلقه که به‌شکل مارپیچ مسطحی پیچ خورده‌اند. این حلقه‌ها را تیغه‌هایی به‌صورت حجره تقسیم می‌کنند. نومولیت‌ها بقایای تک‌یاخته دریایی‌اند که در صخره‌های دوران ترشیاری مخصوصاً سنگ آهک‌های بازمانده از دورۀ ائوسن در مصر و سایر نقاط، یافت می‌شوند. نومولیت فسیل شاخص ارزشمندی است. قطر نومولیت به حداکثر اندازه‌ای که یک تک‌یاخته ممکن است برسد، یعنی حدود ۶ سانتی‌متر، می‌رسد. نومولیت‌ها در جنس Nummulites، راستۀ روزنه‌داران، ردۀ گرانولوریتیکولوزا زیرشاخۀ آمیب‌ها، شاخۀ آمیبی‌ها ـ تاژک‌داران قرار دارند.
بسیاری از آثار تاریخی مصر چون مجسمه ابوالهول و هرم کپس در جیزه کلکسیونی از سنگ های کربناته پر فسیلی ساخته شده اند. این فسیل ها در دیواره آثار سرنخ هایی از چگونگی ساخت این بناهای عظیم نشان میدهند. از جمله این فسیل ها نومولیت ها هستند. در مصر باستان از پوسته نومولیت ها به عنوان سکه استفاده میشد و اهرام معروف مصر از سنگ آهک های نومولیت دار ائوسن تا میوسن ساخته شده اند. نام نومولیت از ریشه لاتین نومولوس به معنی سکه کوچک گرفته شده است.